# Józef Gromada
Józef Gromada (ur. 16 lutego 1888 w Krzeszowie, zm. 15 marca 1940 w Karelii (ZSRR)) – polski rolnik, działacz społeczny i samorządowy, polityk, poseł na Sejm w II RP.

## Życiorys
Był właścicielem majątku Zaszków. 
Pełnił wiele funkcji społecznych. Był m.in. członkiem Zarządu Okręgowego Towarzystwa Organizacji i Kółek Rolniczych, organizatorem i kierownikiem mleczarni spółdzielczej, Kasy Stefczyka, prezesem zarządu Spółdzielni Rolniczo-Handlowej „Rolmin” w powiecie krasnostawskim, prezesem Rady Nadzorczej Związku Spółdzielni Mleczarskich i Jajczarskich w Warszawie, członkiem Rady Gminnej w Nurze, Rady Powiatowej w Ostrowi Mazowieckiej i Rady Wojewódzkiej, przewodniczącym Koła Związku Strzeleckiego oraz Ochotniczej Straży Pożarnej. 
Politycznie był związany z BBWR.
W czasie wyborów w 1935 roku został wybrany 32 135 głosami z listy państwowej w okręgu nr 41 obejmującym powiaty: ostrowski, wysokomazowiecki i bielski. W IV kadencji pracował w komisjach: administracyjno-samorządowej (w której był zastępcą sekretarza) i rolnej. 
W marcu 1938 roku został wybrany do specjalnej komisji ds. oddłużenia rolnictwa.
Podczas II wojny światowej został aresztowany na przełomie września i października 1939 roku przez NKWD w Zaszkowie i od 27 października był więziony w Bielsku Podlaskim, następnie został wywieziony do obozu pracy w Karelii. Zamarzł w czasie robót leśnych. 
Napis "pro memoria" ku jego czci znajduje się na jednym z grobów na Cmentarzu św. Wawrzyńca we Wrocławiu

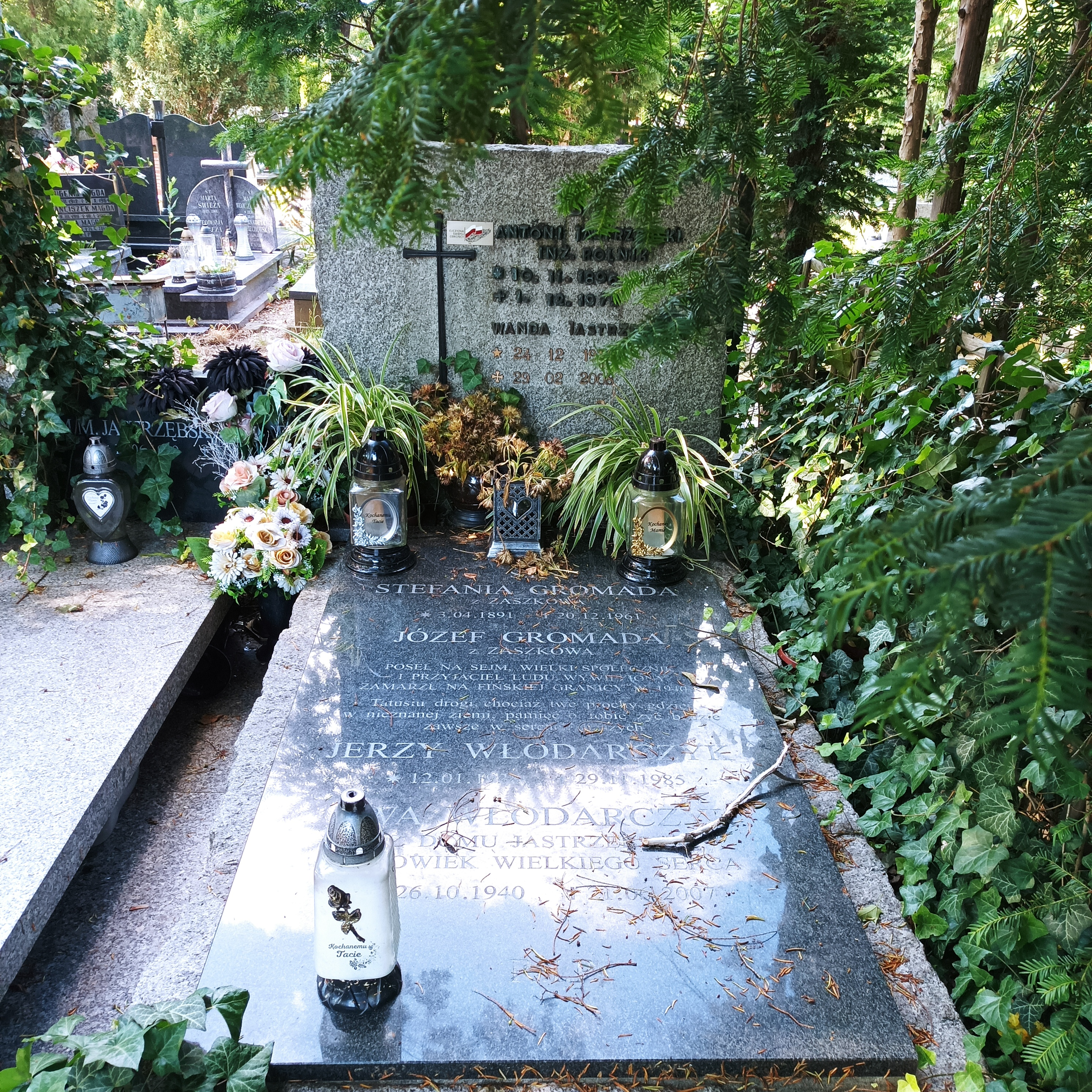
Grób symboliczny Józefa Gromady na cmentarzu św. Wawrzyńca we Wrocławiu

## Życie prywatne
Był synem Franciszka i Anieli z domu Tochman. Ożenił się w 1911 roku ze Stefanią Kołodziejczyk (zmarłą w 1961). Mieli dwie córki: Irminę Wandę z męża Jastrzębską (ur. w 1914) i Krystynę z męża Łukaszewicz (ur. w 1915).